# Katedra w Luçon
Katedra w Luçon (właściwie katedra pw. Wniebowzięcia Najświętszej Maryi Panny, fr. Cathédrale Notre-Dame-de-l'Assomption) – rzymskokatolicka katedra we francuskiej gminie Luçon, w Kraju Loary. Siedziba diecezji Luçon.

## Historia
W VII roku na miejscu obecnej katedry uczniowie św. Filiberta założyli klasztor. Zakon benedyktynów, który przejął założenie, podniósł go do rangi opactwa, z którego zachował się jedynie XI-wieczny, romański transept katedry. Mnisi okolicznego klasztoru kazali rozbudować kościół klasztorny. W 1317 roku papież Jan XXII utworzył diecezję Luçon, którą wyodrębnił z diecezji Poitiers. Biskupem został opat klasztoru, Pierre de la Voyri. Od XIII do XV wieku budynek był kilkakrotnie przebudowywany. W XVII wieku zawaliła się wieża katedry, podczas rewolucji francuskiej świątynia została zdesakralizowana i początkowo służyła jako stajnia, później przekształcono ją w bazę wojskową. W XIX roku odbudowano dzwonnicę.

## Architektura
Budowla gotycka, trójnawowa, posiada układ bazylikowy. Wieża ma wysokość 85 metrów.

## Galeria

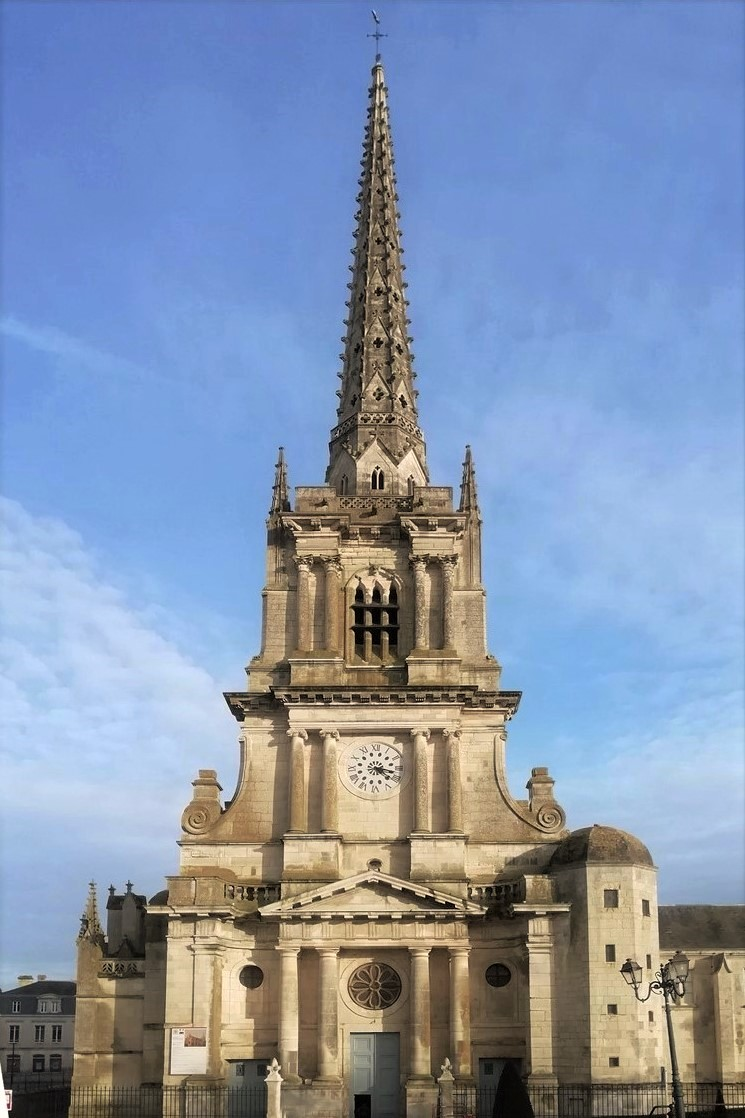
Wieża
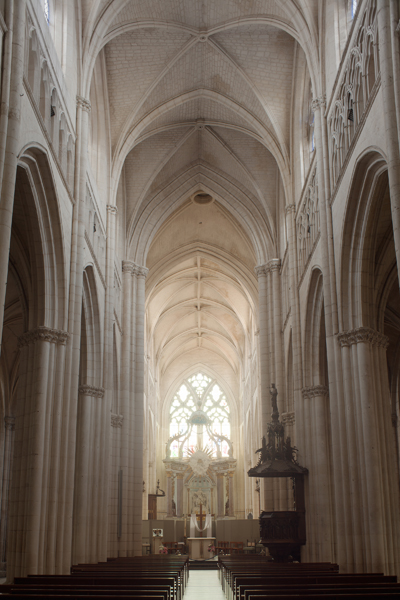
Nawa główna
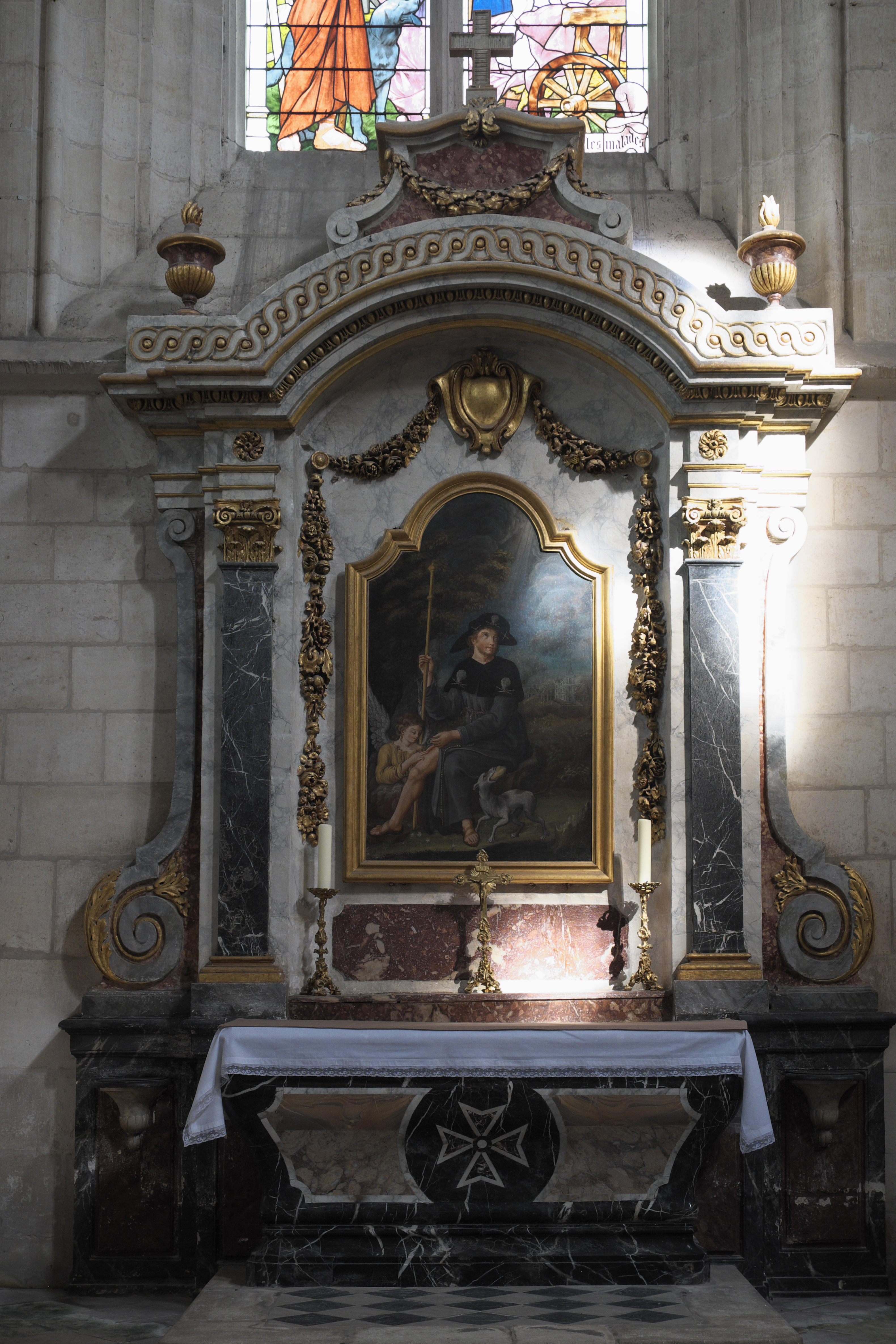
Ołtarz św. Rocha
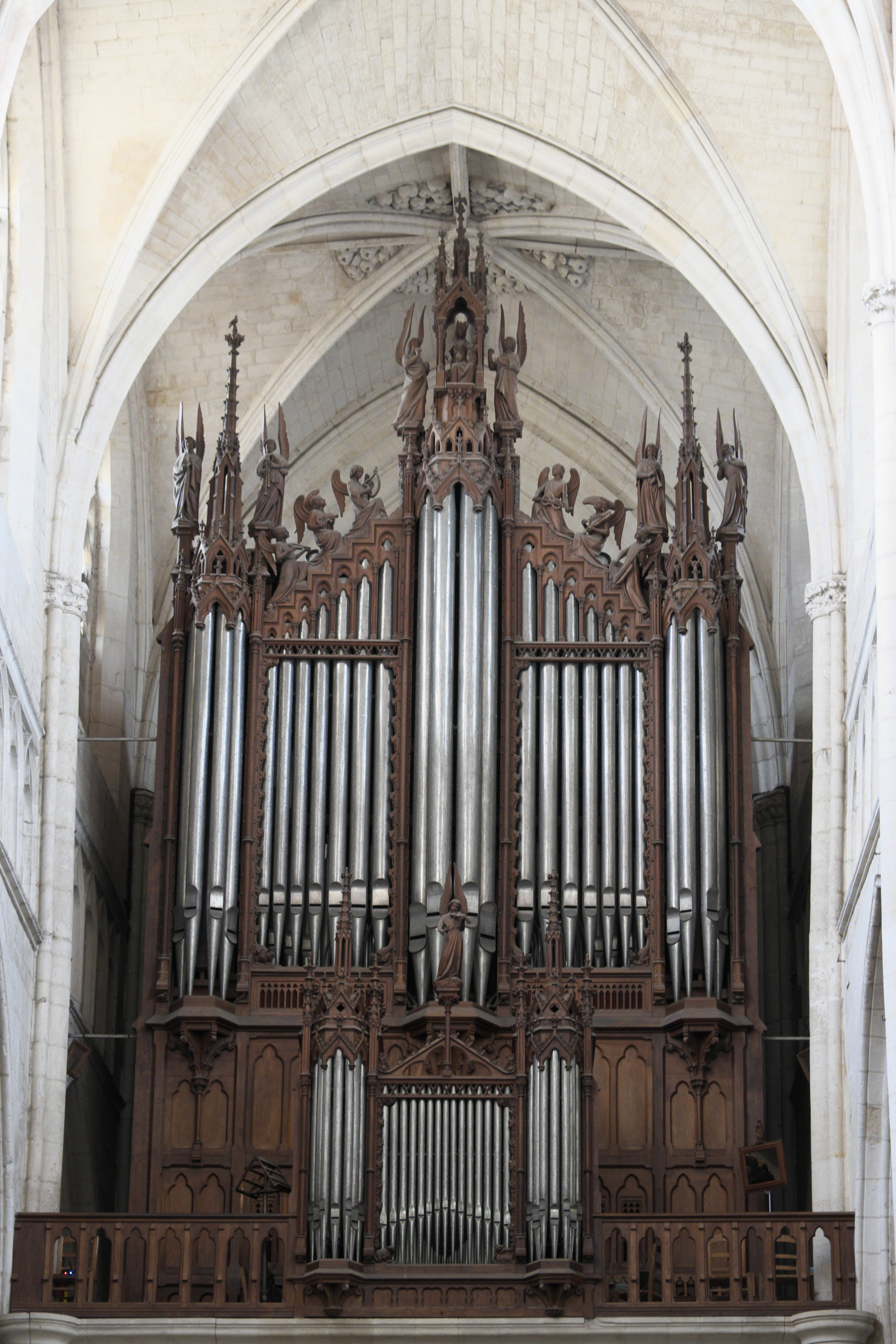
Organy
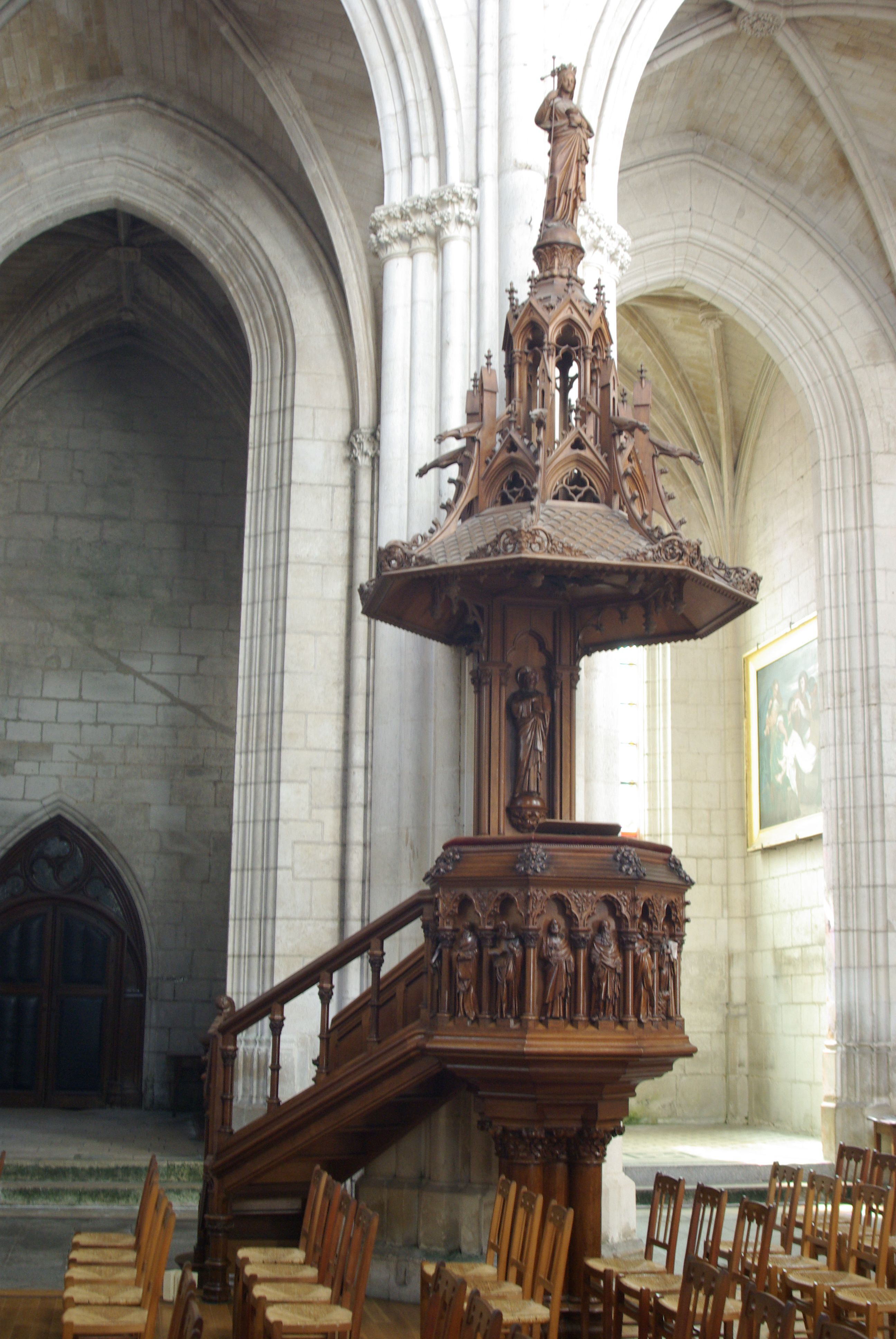
Ambona